# Frederick Robert Vere Douglas-Hamilton

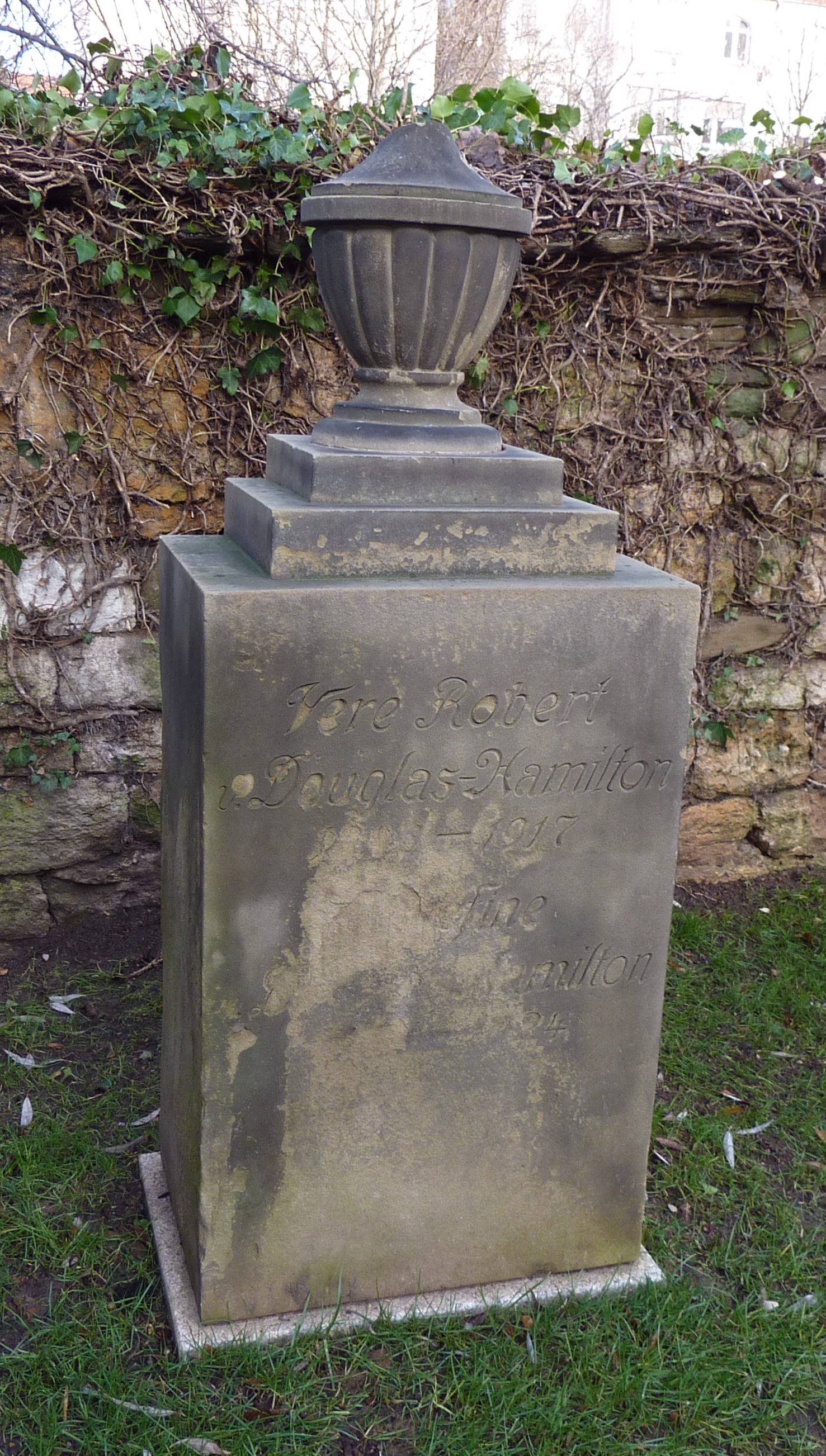
Grabstein auf dem Uff-Kirchhof

Frederick Robert Vere Douglas-Hamilton (* 7. Dezember 1843 in Rio de Janeiro; † 1917 in Stuttgart-Cannstatt) war ein schottischer Ingenieur.
Frederick Robert Vere Douglas-Hamilton war das älteste Kind des Diplomaten Frederic Douglas-Hamilton und der Marina, geb. Norton. Er wuchs in London und auf Madeira auf, studierte in Karlsruhe Mathematik und Tiefbau und machte sich mit dem Eisenbahnwesen vertraut. Frederick Robert Vere Douglas-Hamilton arbeitete als Ingenieur am Bau der Schwarzwaldbahn mit. 1873 heiratete er Josefine Baumann, eine Wirtstochter aus Hornberg. Von 1910 bis zu seinem Tod lebte er in Cannstatt im zweiten Stock des Hauses Hohenstaufenstraße (heute: Wörishofer Straße) 7. Douglas-Hamilton starb in Cannstatt und wurde auf dem Uff-Kirchhof beerdigt. Die klassizistische Sandsteinstele, die das Grab bezeichnet, ist erhalten geblieben und wurde im Jahr 2002 unter Denkmalschutz gestellt. Nach einer Beschädigung durch Unbekannte im Jahr 2008 wurde sie restauriert und wieder an ihrem alten Platz an der Westseite des Friedhofs aufgestellt. Die Inschrift ist noch teilweise lesbar.
Über Frederick Robert Vere Douglas-Hamilton schrieb Wilhelm Hausenstein, sein angeheirateter Neffe, das Buch Onkel Vere, der Douglas oder die Geschichte eines Spleens, das 1957 erschien.